# Ancienne bibliothèque des Sciences (Louvain-la-Neuve)
L'ancienne bibliothèque des Sciences est un bâtiment de style brutaliste édifié en 1973 par l'architecte André Jacqmain sur la Place des Sciences à Louvain-la-Neuve, section de la ville belge d'Ottignies-Louvain-la-Neuve, en Brabant wallon.
L'ancienne bibliothèque des Sciences et Technologies de l'Université catholique de Louvain, dénommée à l'origine bibliothèque des Sciences exactes, est considérée comme une œuvre magistrale et comme un des points d'orgue du patrimoine contemporain en Wallonie, comme un chef-d'œuvre de l'architecture brutaliste et comme l'un des bâtiments les plus iconiques et les plus emblématiques de la ville universitaire : l'architecture particulière de sa façade en fait l'un des symboles de Louvain-la-Neuve. Jean-Luc Roland (bourgmestre d'Ottignies-Louvain-la-Neuve de 2000 à 2018) la qualifie de « tour Eiffel de Louvain-la-Neuve ».
L'immeuble abrite la Bibliothèque des Sciences et Technologies jusqu'en 2015, année où cette bibliothèque est relogée dans le bâtiment Van Helmont afin que le bâtiment de la place des Sciences puisse accueillir le Musée L (Musée universitaire de Louvain) en 2017.
Depuis 2025, l'ancienne bibliothèque des Sciences est classée comme monument historique et le Musée L qu'elle abrite a une étoile dans le Guide vert Michelin.

## Historique

### Genèse de la ville universitaire de Louvain-la-Neuve
Au cours des années 1960, le nombre d'étudiants de l'Université catholique de Louvain augmente rapidement en raison de l'évolution démographique et de la démocratisation des études supérieures. La loi du 9 avril 1965 sur l'expansion universitaire autorise la partie francophone de l'Université à envisager son expansion à Woluwe-Saint-Lambert et en Brabant wallon, ce qui amène l'Université à acquérir 150 hectares dès septembre 1966 sur le plateau agricole de Lauzelle à Ottignies.
Par ailleurs, les tensions entre les communautés linguistiques francophone et néerlandophone deviennent explosives à cause des revendications du mouvement flamand (né dès 1840) qui exige l'homogénéité culturelle de la Flandre. Ces tensions atteignent leur paroxysme en 1967-1968 avec l'affaire de Louvain, crise politique connue sous les noms de « Walen Buiten » (« Les Wallons dehors ») et de « Leuven Vlaams » (« Louvain flamande ») durant laquelle les Flamands exigent le départ des étudiants francophones de Louvain au nom du droit du sol et de l'unilinguisme régional, ce qui amène l'Université à décider le transfert intégral de sa section francophone hors de Louvain et à faire sortir de terre une ville universitaire entièrement neuve à Ottignies à partir de 1970,.
La loi du 24 mai 1970 institue deux universités séparées, la première pierre de la ville nouvelle de Louvain-la-Neuve est posée le 2 février 1971 et la faculté des Sciences appliquées ainsi que les premiers habitants s'y installent dès 1972.

### Construction de la bibliothèque des Sciences
La bibliothèque des Sciences est construite en 1973 dans le style brutaliste par l'architecte André Jacqmain,, qui avait déjà eu l'expérience d'un chantier universitaire en 1968 avec l'édification du Restaurant universitaire du Campus du Sart Tilman pour l'Université de Liège,.
Selon Jean-Marie Lechat, « Jacqmain est alors considéré comme l'un des meilleurs, sinon le premier, architecte belge » et il « obtient carte blanche pour réaliser tout l'ensemble des immeubles entourant la place des Sciences ». « Aucun architecte après lui, sauf Philippe Samyn bien plus tard, n'obtiendra un tel ensemble architectural et urbanistique à dominer » selon Jean-Marie Lechat.
Après trois projets avortés de création d'un nouveau musée près des bords du lac de Louvain-la-Neuve,,, l'UCL déménage la bibliothèque des Sciences et Technologies vers le bâtiment Van Helmont (place Pasteur) en 2015 pour réaffecter le bâtiment au musée de Louvain-la-Neuve.
Depuis le 18 novembre 2017, le bâtiment abrite donc le Musée L, le musée universitaire de Louvain-la-Neuve,,.

## Statut patrimonial
L'ancienne bibliothèque des Sciences fait l'objet d'une « inscription » comme monument et figure à l'Inventaire du patrimoine immobilier culturel de la Wallonie sous la référence 25121-INV-0090-01.
Le 4 juin 2025, la ministre wallonne du patrimoine annonce avoir procédé au classement de l'ancienne bibliothèque des Sciences comme monument historique,,,. Il s'agit du deuxième édifice de Louvain-la-Neuve à bénéficier d'une mesure de classement, après la ferme du Biéreau. La procédure de classement concerne également des éléments intérieurs comme des poignées de portes, des rampes et les pièces métalliques qui dissimulent les gaines de ventilation, dues au designer Jules Wabbes.
À l'occasion de ce classement, la ministre wallonne du patrimoine déclare : « En classant aujourd'hui l'ancienne bibliothèque des sciences de l'UCLouvain, devenue Musée L, nous posons un acte fort pour la reconnaissance du patrimoine du XXe siècle. Ce bâtiment emblématique raconte une histoire. Sa singularité, sa volumétrie audacieuse, son intégration à la place des Sciences en font une œuvre à part, désormais protégée. L'architecture contemporaine mérite elle aussi d'être protégée. C'est la reconnaissance d'un patrimoine parfois méconnu, souvent jugé trop récent, mais qui mérite pleinement sa place au sein du patrimoine wallon. »,.
L'UCLouvain se félicite de cette décision qui souligne la vision des pères fondateurs de Louvain-la-Neuve, comme l'administratrice générale de l'université qui commente : « Cette reconnaissance rejoint la volonté initiale de l'UCLouvain de construire une œuvre architecturale avant-gardiste, à l'image de la ville de Louvain-la-Neuve. ».
La même année, le Musée L, qui est installé dans le bâtiment, obtient une étoile dans le Guide vert Michelin, édition 2025.

## Réputation
L'ancienne bibliothèque des Sciences et Technologies de l'Université catholique de Louvain est considérée comme une œuvre magistrale et comme un des points d'orgue du patrimoine contemporain en Wallonie, comme un chef-d'œuvre de l'architecture brutaliste et comme l'un des bâtiments les plus iconiques et les plus emblématiques de la ville universitaire, : l'architecture particulière de sa façade en fait l'un des symboles de Louvain-la-Neuve.
Jean-Luc Roland (bourgmestre d'Ottignies-Louvain-la-Neuve de 2000 à 2018) la qualifie de « tour Eiffel de Louvain-la-Neuve »,.
Pour le journal Les Échos, elle est un « pur bijou du brutalisme et un véritable emblème de Louvain-La-Neuve ».
Pour le journal La Libre, « La bibliothèque des Sciences est un bâtiment emblématique de Louvain-la-Neuve et occupe une place fondamentale dans la production architecturale d'André Jacqmain […] En plus de son intérêt historique, l'édifice a un intérêt artistique et esthétique avec une volumétrie particulière, un jeu sur les courbes et les lignes droites, une façade principale organisée autour de terrasses en escalier et un double pan sous une toiture à angle aigu. Son intérêt urbanistique réside aussi dans le fait que le bâtiment a été conçu en adéquation avec la place qui l'abrite, imaginée par le même architecte. ».

## Architecture

### Style brutaliste

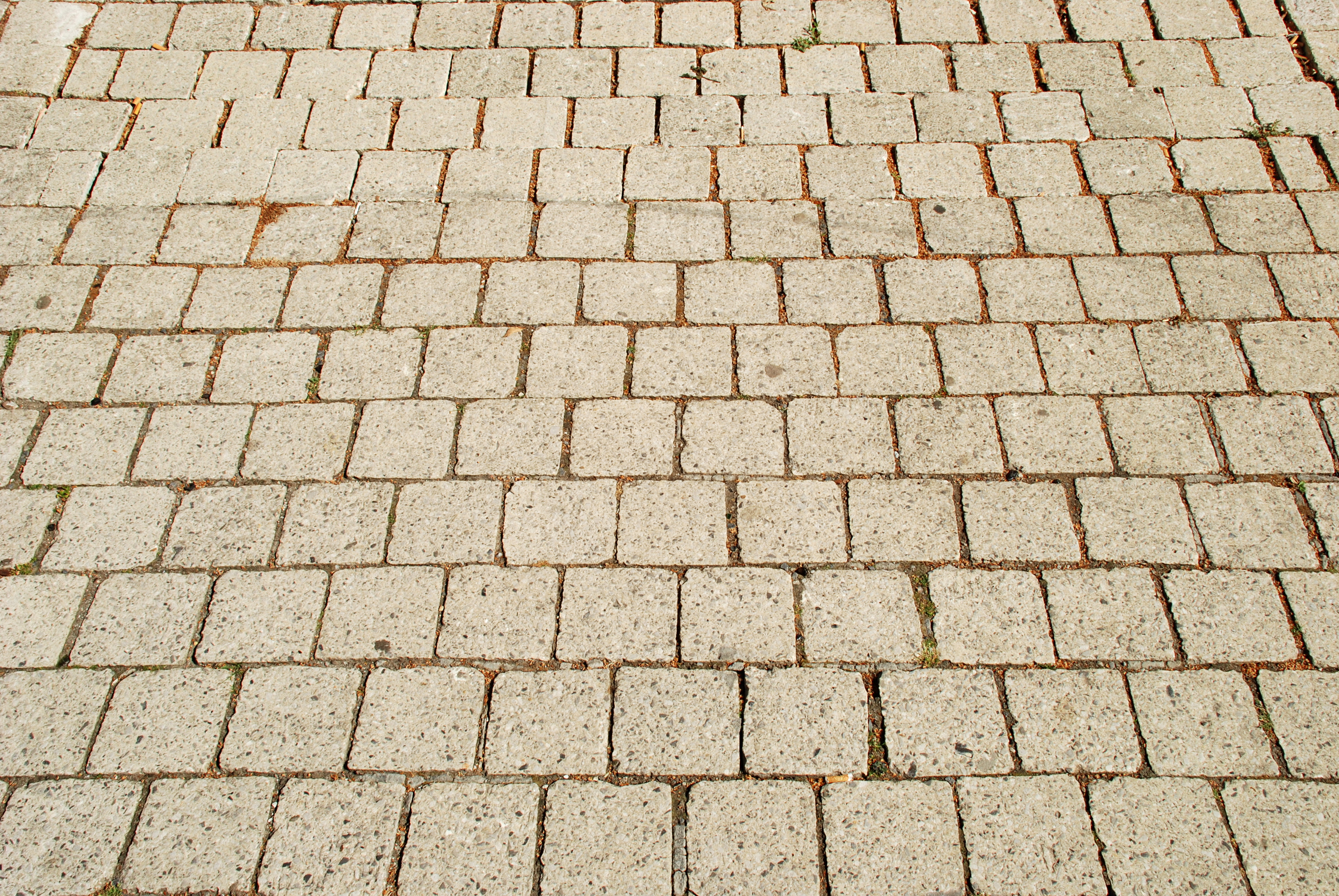
Pavés de type « Blanc de Bierges » au pied de la bibliothèque.

La bibliothèque des Sciences est un exemple absolu d'architecture brutaliste, caractérisée par des façades de « béton brut » sans revêtement, dont les surfaces présentent souvent une texture héritée du bois de coffrage, le béton « brut de décoffrage »,, gardant la marque des planches de bois qui ont servi au moulage, leurs veinures ainsi que leurs lignes de jointure.
Tandis que le centre de la ville est construit avec seulement un clin d'œil aux tendances brutalistes, le quartier est de la ville, qui constituait la première phase du développement de la ville, et qui fut édifié dès le début des années 1970 pour regrouper les tours et bâtiments des facultés des sciences, des sciences appliquées et des sciences agronomiques, présente un caractère brutaliste marqué, qui caractérise le Cyclotron, la place Sainte-Barbe, la bibliothèque des Sciences, la place des Sciences et la place Croix-du-Sud entourée par les tours de la faculté des sciences (bâtiments Carnoy) et de la faculté d'ingénierie biologique, agronomique et environnementale (bâtiments Mendel, Kellner, Boltzman et de Serres).
Le pavement qui entoure la bibliothèque est constitué de pavés de béton blancs connus sous le nom de « Blanc de Bierges », un type de pavés que l'on retrouve dans toute la ville de Louvain-la-Neuve et qui a marqué son paysage urbain.

### Architecture extérieure

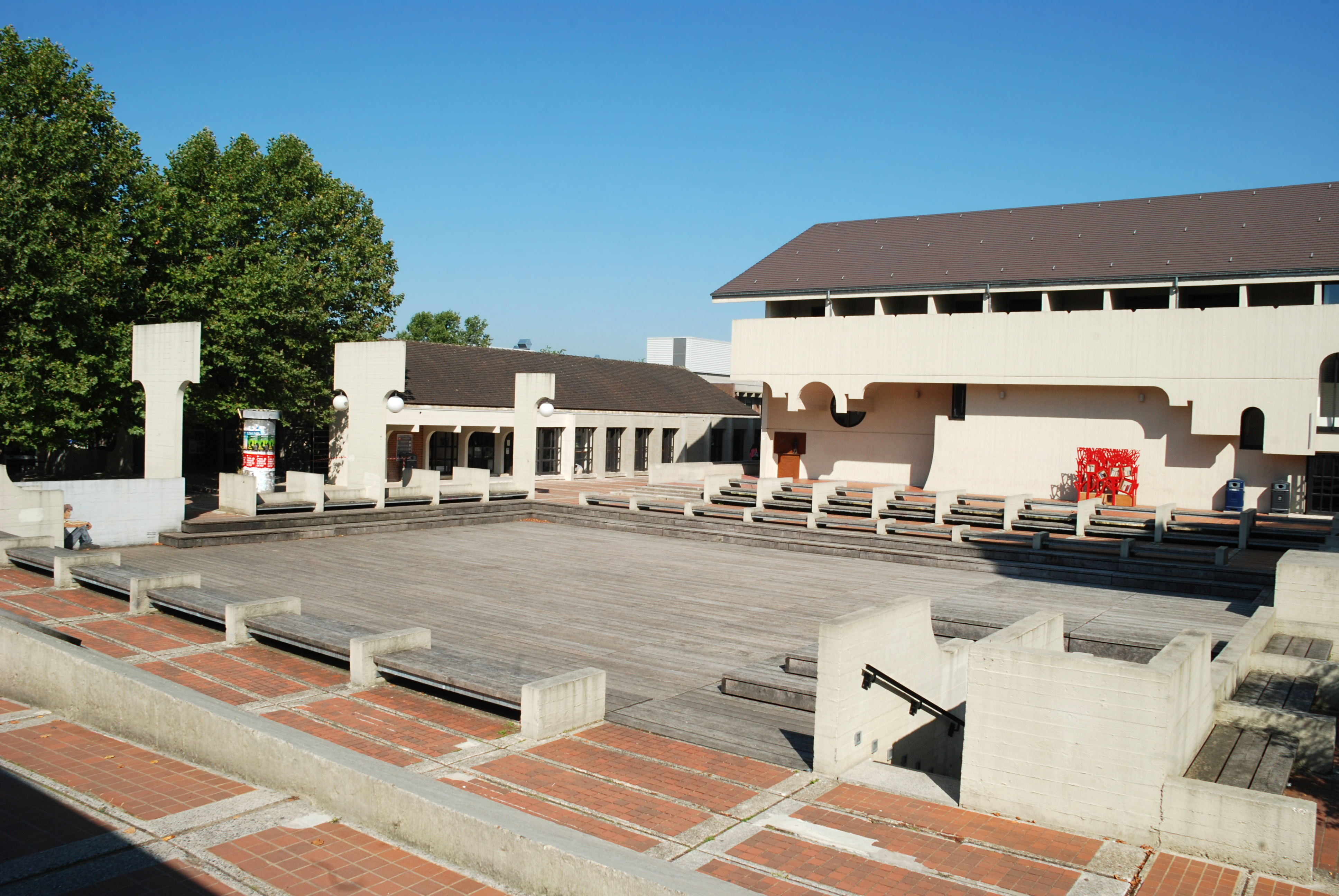
La place des Sciences.

#### Façade occidentale
La bibliothèque des Sciences occupe le côté est de la place du même nom.
Sa silhouette caractéristique est due à l'immense  toiture à un versant d'André Jacqmain qui suscitait beaucoup d'admiration.
La façade occidentale de l'édifice, dominée par son impressionnante toiture en appentis, est rythmée par des terrasses en escalier portées par des pilastres en forme d'équerre de taille croissante, un motif que l'on retrouve sur la façade méridionale et à l'intérieur de l'édifice, mais pas sur la façade arrière. Les terrasses et les pilastres sont en fait des issues de secours.
L'aspect « béton brut de décoffrage » typique du brutalisme est très visible sur toute la façade, et particulièrement au niveau des terrasses.
Les quatre pilastres envahis par le lierre laissent entrevoir au niveau inférieur une porte surmontée d'une baie à croisillons de bois et une grande baie à croisillons de bois, redivisée par de fines croisées en béton. Dans la partie droite de la façade, une porte donne accès à la librairie de l'actuel Musée L.
La partie haute de la façade, au dessus des terrasses, est percée de grandes baies à croisillons qui épousent le tracé du toit en appentis, ainsi que d'un oculus placé sous le plus haut balcon.

La façade occidentale de la Bibliothèque des Sciences
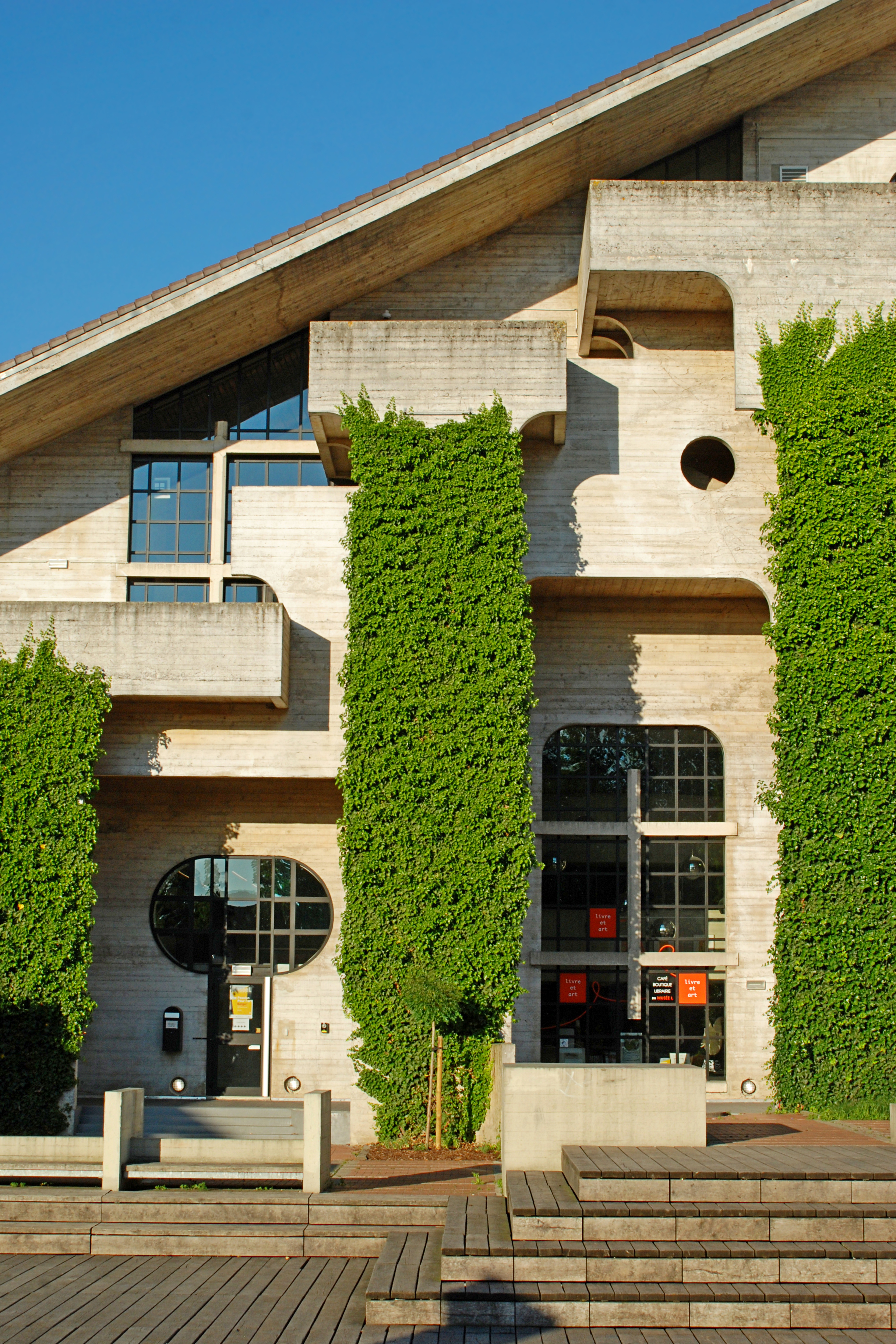
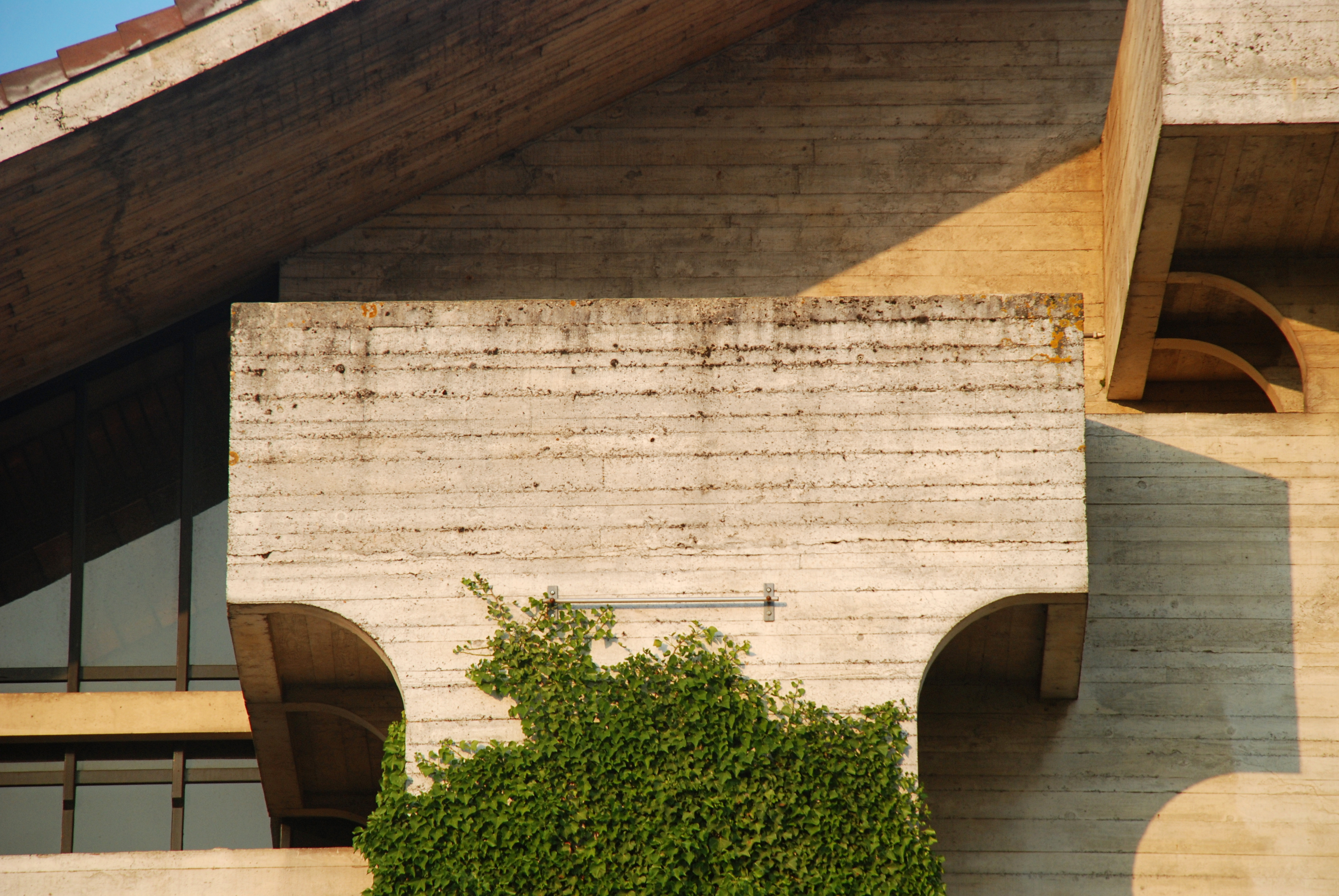
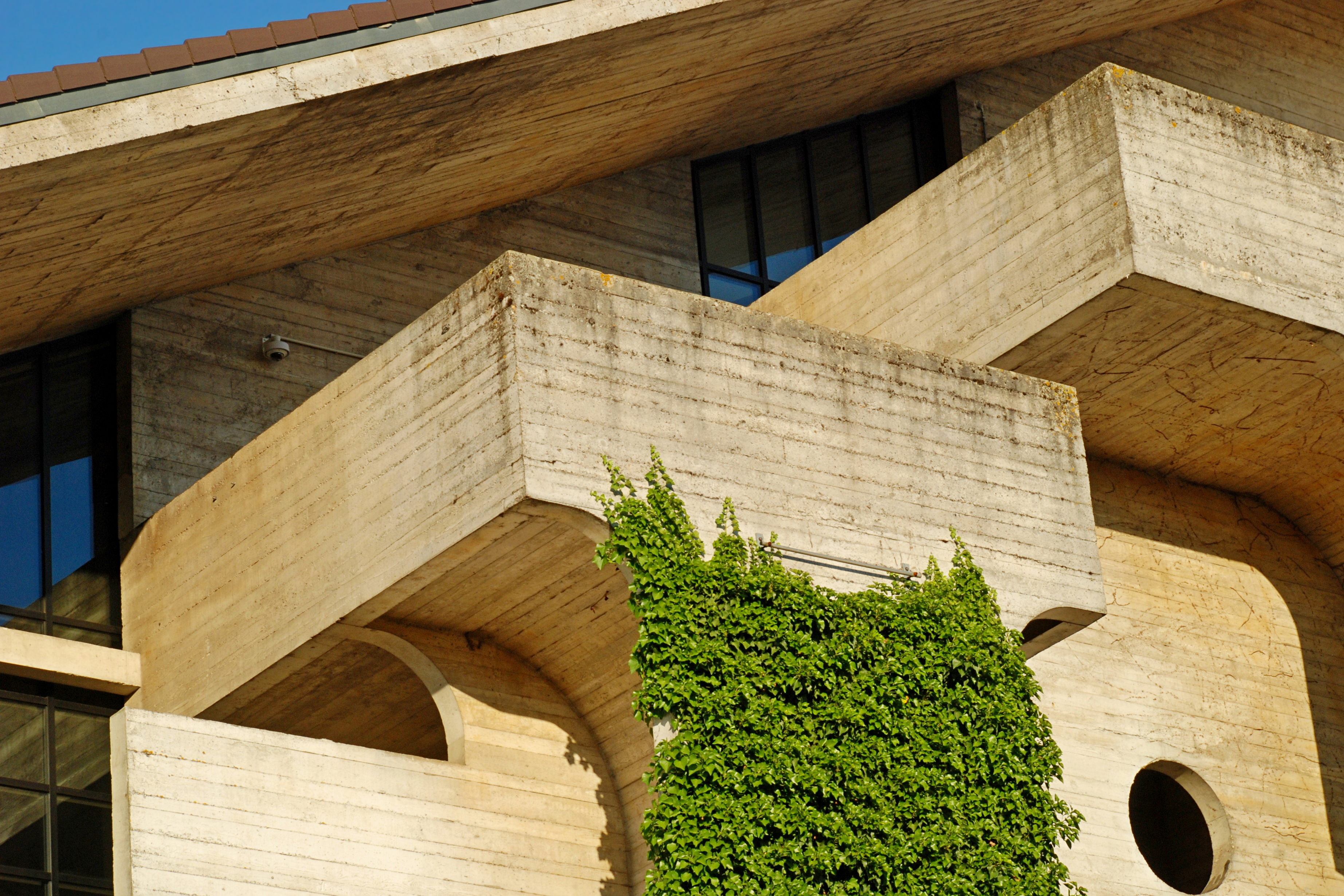
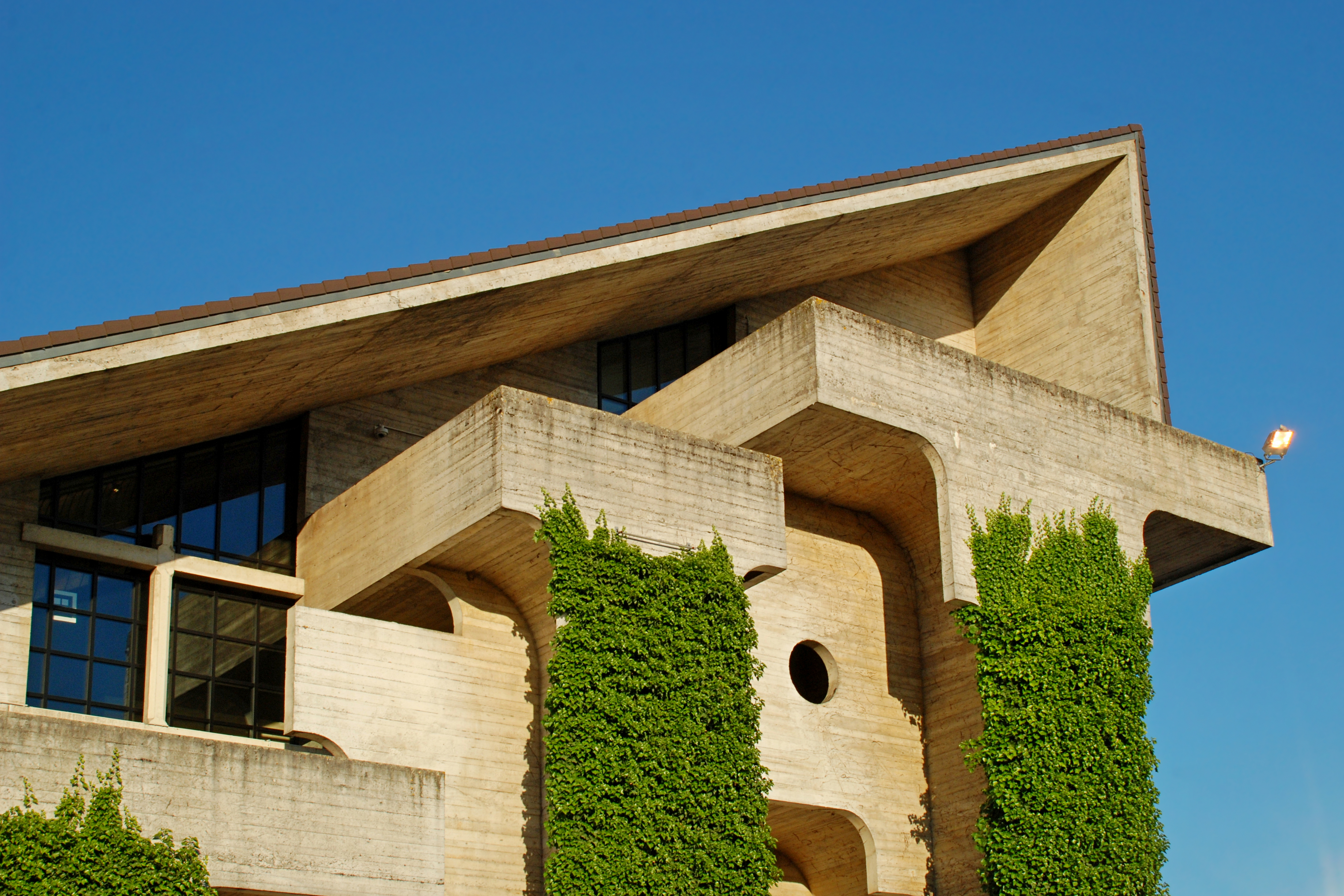

#### Façade méridionale
La façade méridionale de la bibliothèque est ornée d'une dizaine de pilastres en équerre dont la silhouette et le profil sont comparables à ceux qui portent les balcons de la façade principale mais dont les hauteurs variées et le caractère simple ou double créent une composition unique.
Elle se termine à chaque extrémité, vers l'est et vers l'ouest, par un alignement vertical de quatre pilastres en équerre du plus bel effet.
Surmontée par le retour vertical de la toiture en appentis, couverte d'ardoises de couleur brune, la façade est percée à droite de deux séries verticales de petites fenêtres en forme de trapèze.

La façade méridionale de la Bibliothèque des Sciences
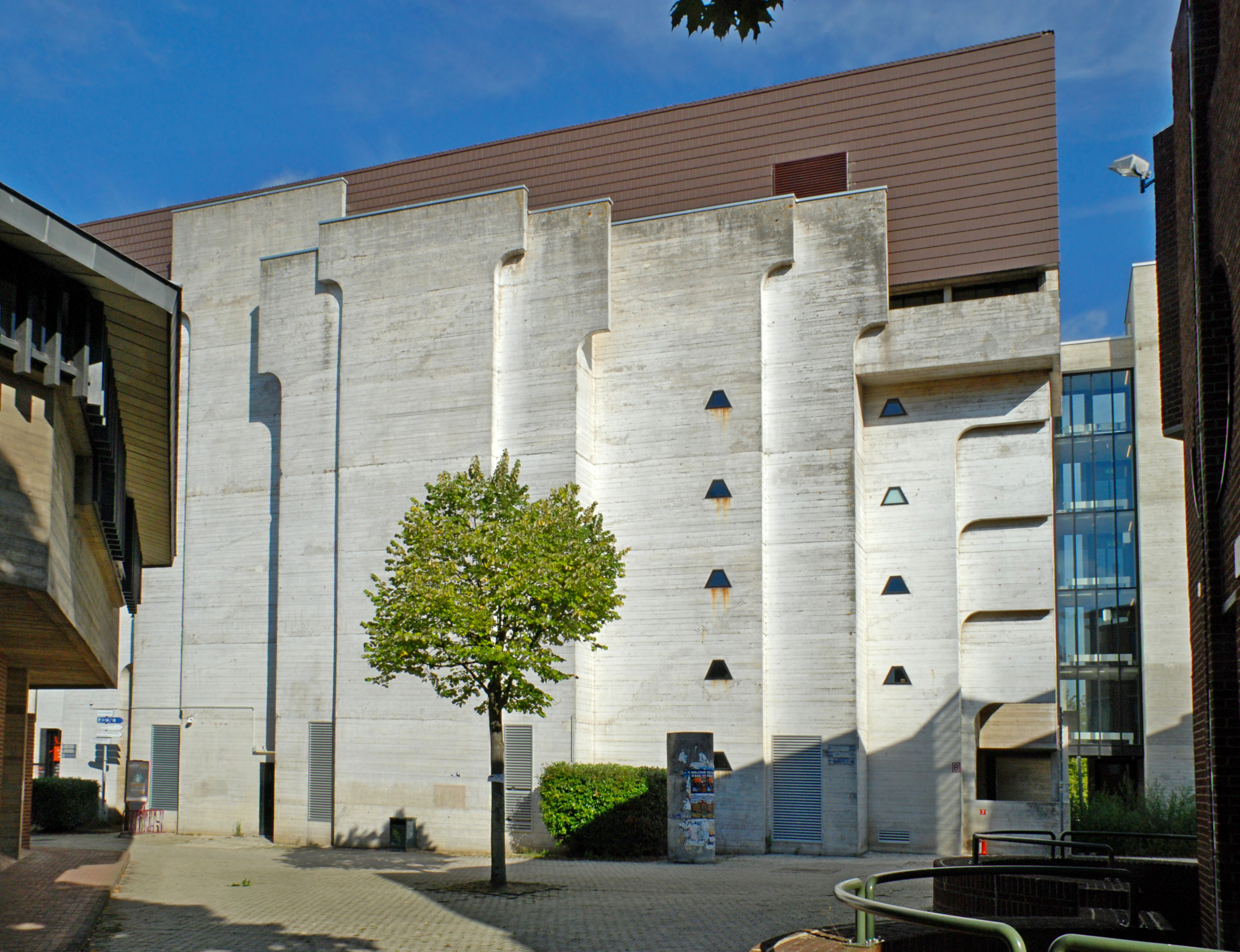
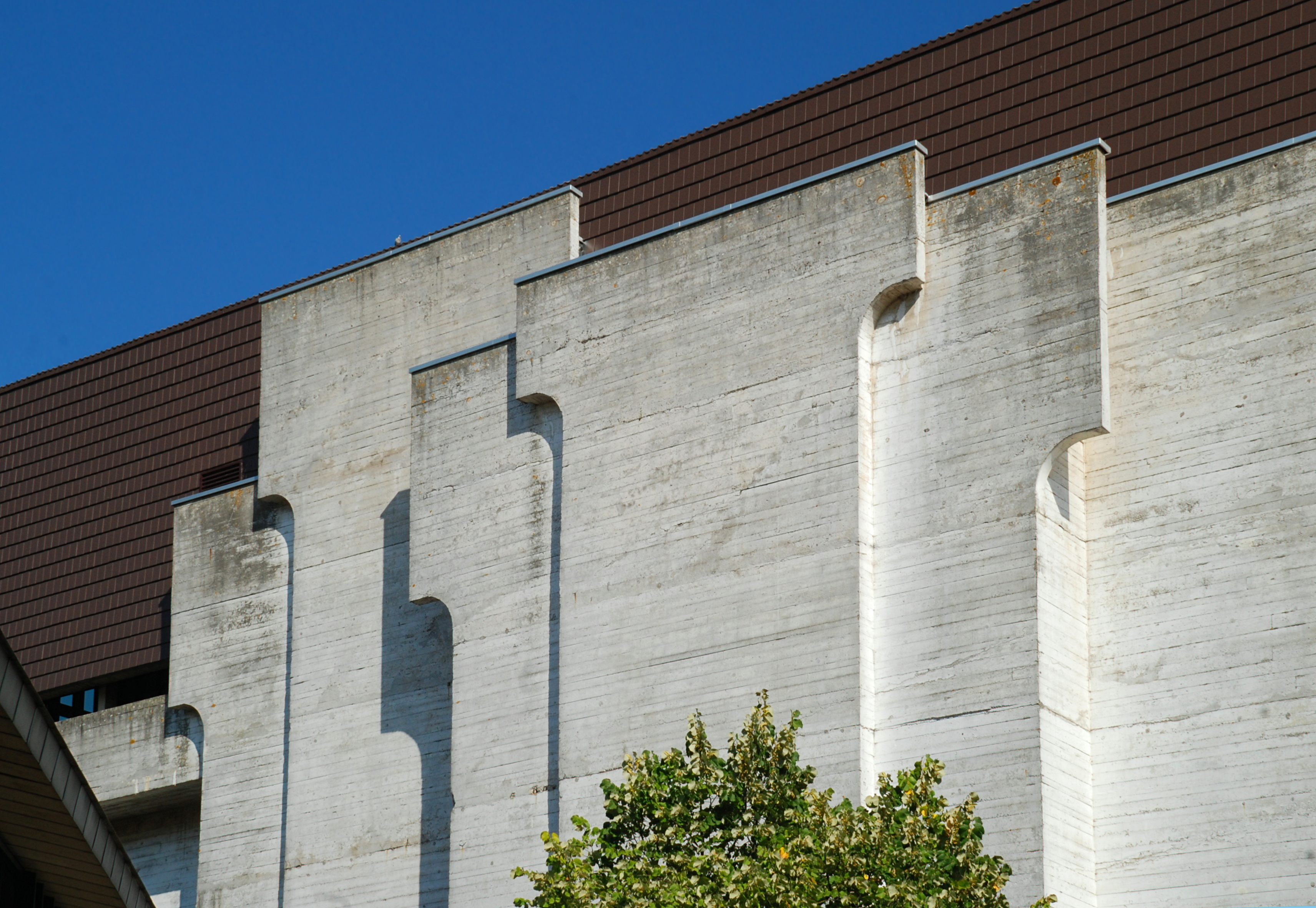
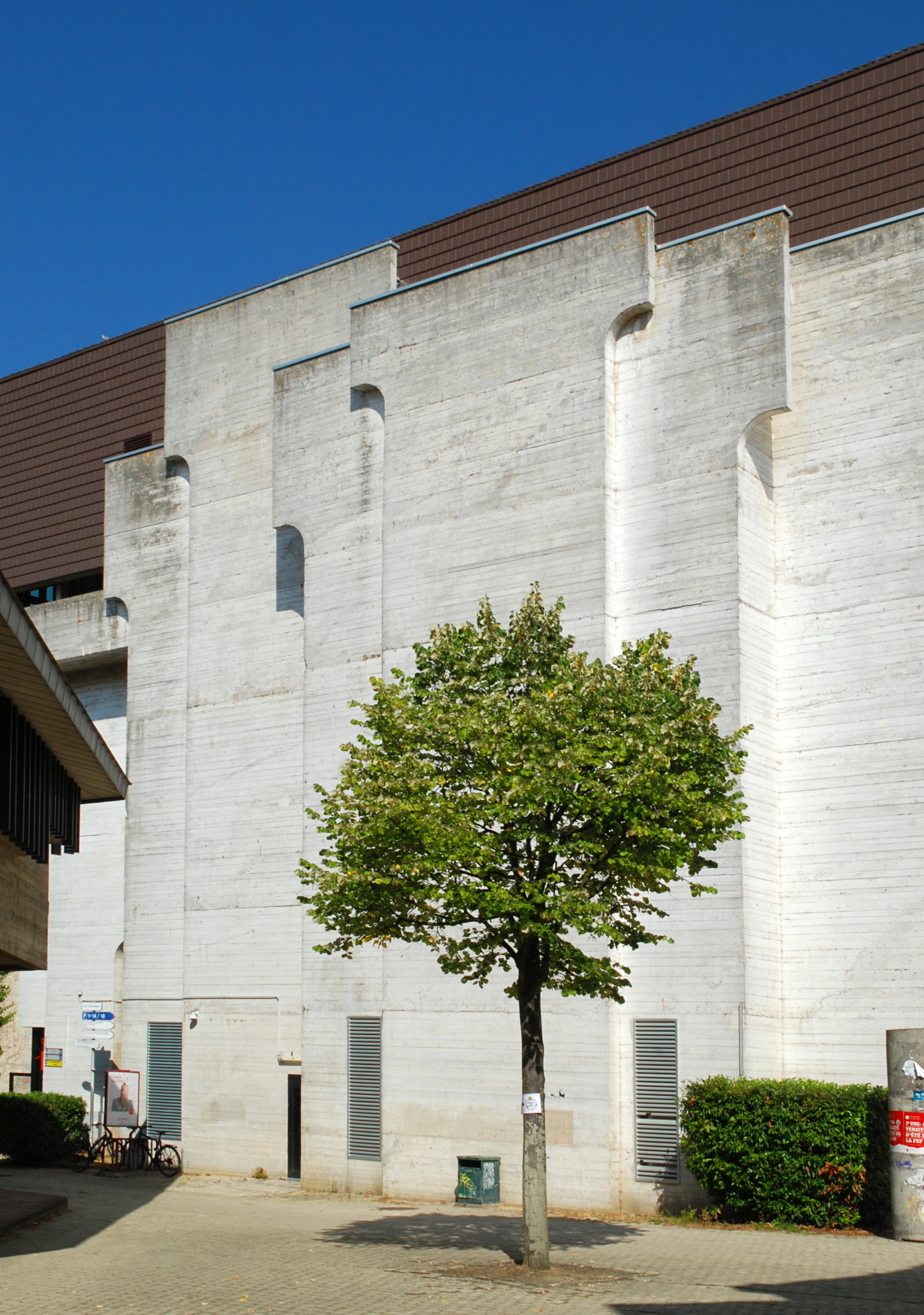

#### Façade orientale
La façade arrière du bâtiment, orientée vers l'est, est divisée en deux parties par deux énormes tours de béton.
La partie de gauche est percée de dix petites fenêtres trapézoïdales tandis que la partie de droite, plus basse vu la pente de la toiture, est percée de fenêtres aux formes géométriques variées (demi-cercle, trois-quarts de cercle, demi-cercle prolongé par un rectangle…) et est agrémentée d'un balcon d'angle circulaire, qui se prolonge sur la façade nord où il est soutenu par une série de pilastres en équerre de profils variés.

La façade arrière de la Bibliothèque des Sciences
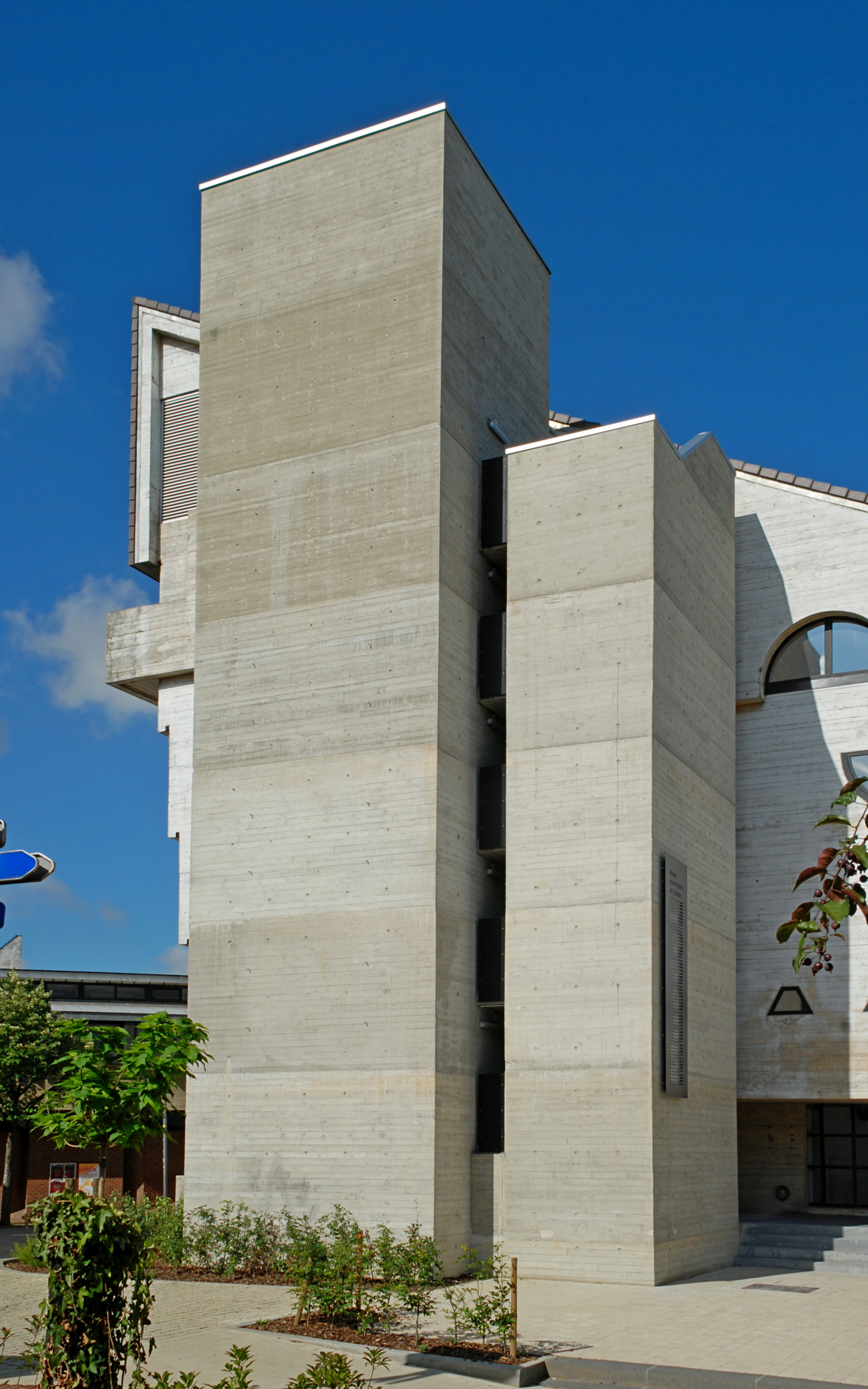
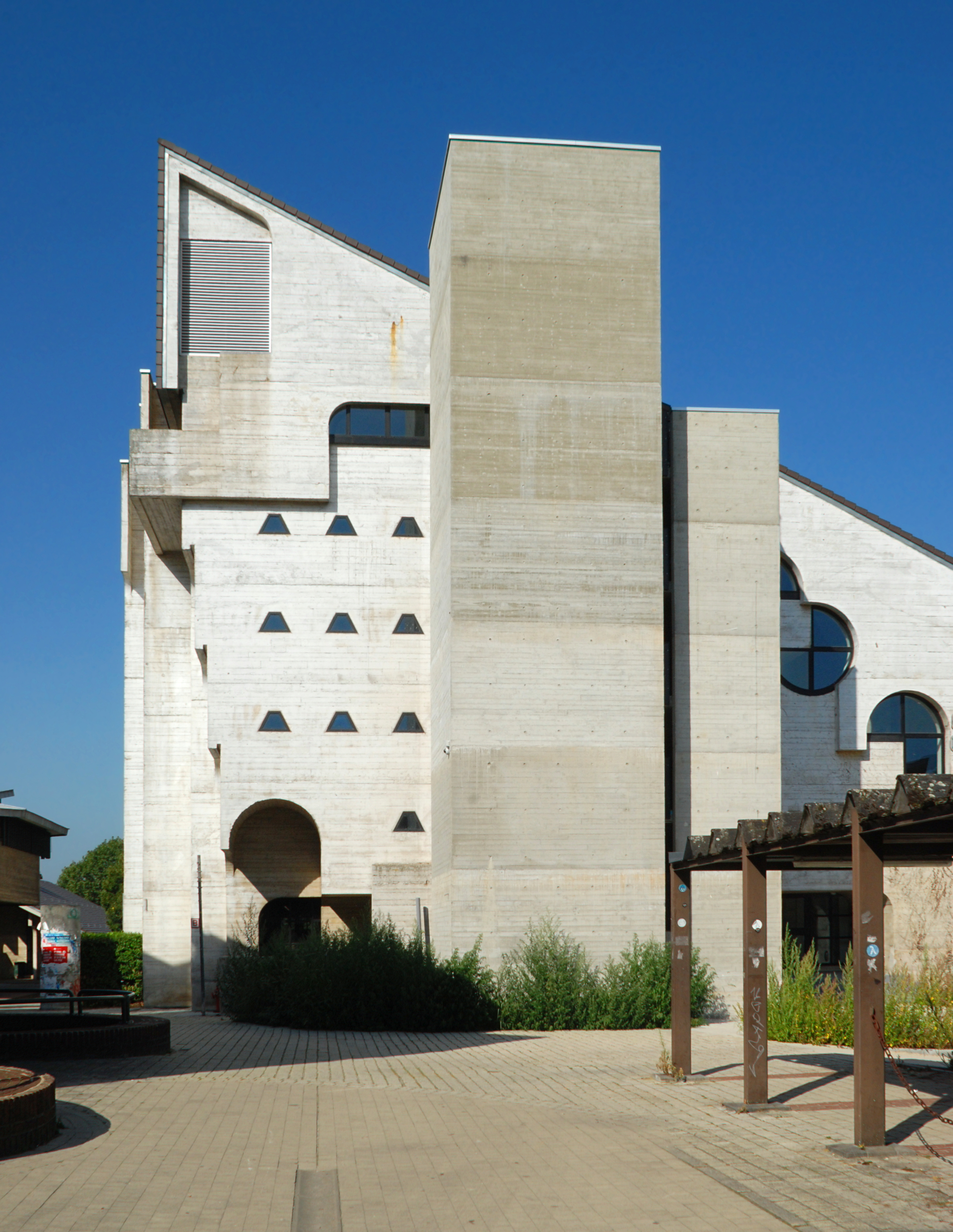
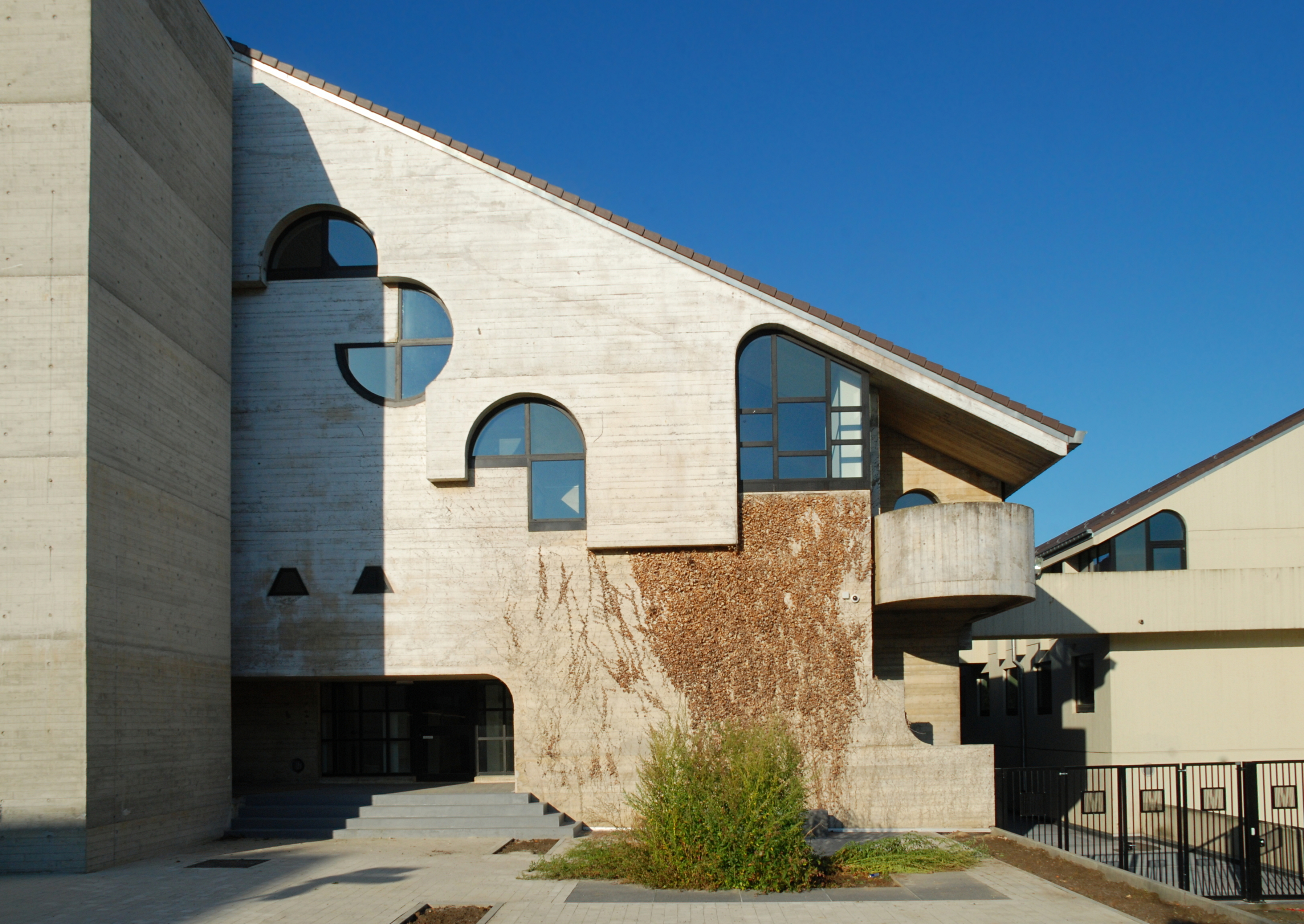
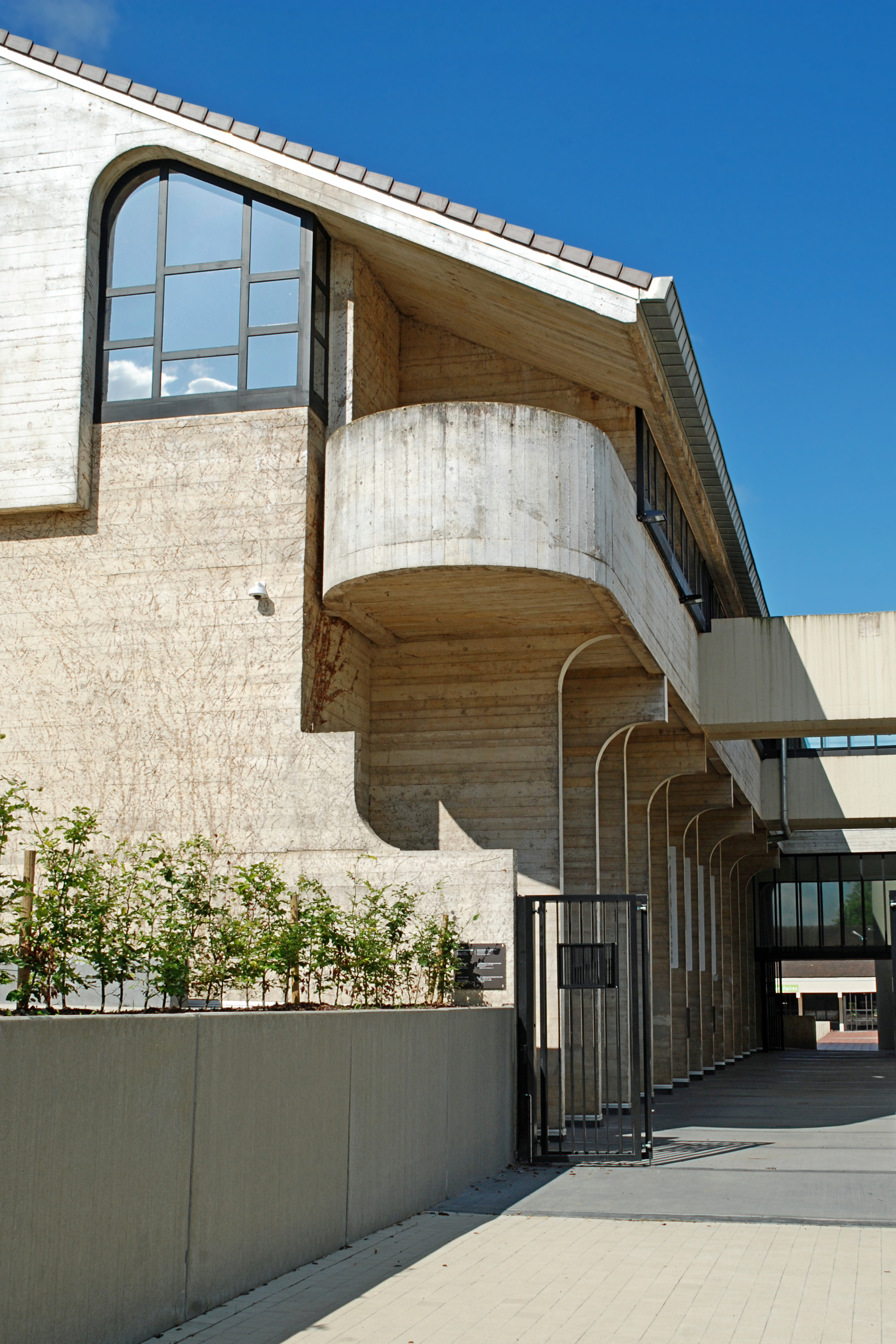

### Architecture intérieure

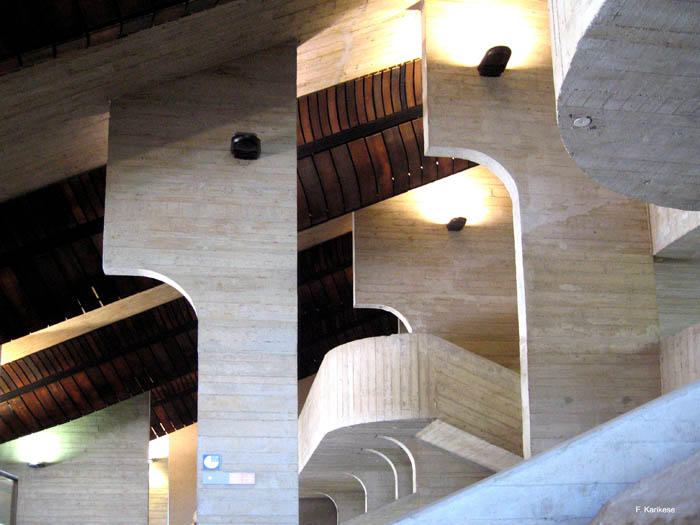
Vue intérieure (août 2009)

L'intérieur de l'ancienne bibliothèque des Sciences et Technologies, qui constitue un joyau d'architecture brutaliste, démontre que brutalisme rime aussi avec beauté.
Chaque colonne présente une courbe qui la fait ressembler à un arc-boutant de cathédrale ou à une voile de bateau.
L'intérieur du bâtiment a conservé des éléments dus au designer Jules Wabbes dont des caches en cuivre qui dissimulent des éléments techniques et confèrent de l'élégance à son architecture de béton,. Certains de ces éléments, dont des poignées de portes, des rampes et les pièces métalliques qui dissimulent les gaines de ventilation, sont classés avec le bâtiment depuis 2025.